# Das Halstuch (Roman)
Das Halstuch (englisch The Scarf) ist ein Kriminalroman des britischen Schriftstellers Francis Durbridge aus dem Jahr 1960. Es handelt sich dabei um den neunzehnten Roman des Autors. Der Roman erschien 1962 erstmals auf Deutsch in einer Übersetzung von Helmut Eilers im Ullstein-Verlag, die jedoch – wie die Neuauflage 1969 (und alle weiteren bis 2000) bei Goldmann – stark gekürzt ist. 2024 erschien eine ungekürzte Neuübersetzung von Georg Pagitz bei Williams & Whiting. Darin wird auch erklärt, dass Durbridge mit scarf kein Halstuch meinte, sondern einen Schal.

## Inhalt
In dem beschaulichen Ort Littleshaw nahe Londons wird die Leiche des jungen Fotomodells Fay Collins entdeckt. Die Frau wurde mit einem Schal erwürgt. Kriminalinspektor Harry Yates ermittelt. In Fays Tasche findet sich ein Telegramm eines gewissen „Terry“, der sich für einen Schal bedankt. Als die Boutiquenbesitzerin Marian Hastings, die Verlobte des Gutsbesitzers Alistair Goodman, ein Zeitungsfoto sieht, erkennt sie in dem Abgebildeten den bekannten Verleger Clifton Morris. Er war der letzte Begleiter Fays. Dieser gerät fortan in Verdacht und wird für Inspektor Yates zum Hauptverdächtigen Nummer 1, da zahlreiche Indizien gegen ihn sprechen. Ein weiterer Verdächtiger ist der Maler John Hopedean, der anonyme Briefe erhält, in denen er als Mörder bezeichnet wird. Er war mit Fay früher befreundet.
Ein zentraler Handlungsort ist der Nachtclub Finale, in dem die Nachtclubtänzerin Kim arbeitet. Sie hat Material gegen Morris in der Hand, mit dem sie ihn erpressen kann und will. Morris hat ein Alibi bitter nötig, zumal nahe des Tatorts ein Feuerzeug mit seinen Initialen gefunden wird. Als es eng wird, versucht er, die Journalistin Diana Winston dazu zu überreden, ihm ein Alibi zu geben. Diese ist auch bereit dazu, wird aber in Morris’ Wohnung ermordet. Erwürgt wird sie mit einem Schal.
Zwischen Edward Collins, dem Bruder des ersten Opfers, und Clifton Morris kommt es zu einer folgenschweren Konfrontation. Im Kampf stürzt Collins so unglücklich, dass er bewusstlos wird. Morris sucht das Weite und Yates versucht daraufhin, ihn mit einem Trick aus der Reserve zu locken: Er lässt den Verleger glauben, Collins sei an den Verletzungen gestorben. Dies führt dazu, dass Morris den Mund aufmacht: Er hat Fay Collins, die ihn so wie seine Freunde stets „Terry“ nannte,  gekannt und war am Abend der Tat mit ihr verabredet, hat sie aber nicht umgebracht.
Nach einem Mordanschlag auf die Boutiquenbesitzerin Marian Hastings, die sich rasch davon erholt, scheint sich der Fall zu klären. Inspektor Yates kann Morris dazu überreden, dem wahren Mörder eine Falle zu stellen.
In einer Scheune nahe Littleshaws kommt es schließlich zum Showdown. Dort erscheint Marian Hastings. Sie hat im Auftrag des Mörders von Clifton Morris eine Erpressungssumme kassiert. Dass dies von der Polizei fingiert war, wissen weder Marian noch der Mörder. Als Täter stellt sich der Maler John Hopedean heraus, der Marian auch mit einem Schal erwürgen will, um eine Mitwisserin zu beseitigen. Er hat auch sie erpresst. Um den Verdacht von sich abzulenken, hat er sich selbst die denunziatorischen Briefe geschrieben. Rechtzeitig taucht Clifton Morris auf. Es kommt zu einem Kampf, in den Yates und seine Beamten einschreiten. Der Täter kann festgenommen werden.

## Hintergrund
Francis Durbridge schrieb den Roman – wie alle seine Werke – erst nach Ausstrahlung und auf Basis seines BBC-Drehbuchs The Scarf (1959). Dieses Drehbuch – und nicht der Roman – wurde auch für die bekannte deutsche Verfilmung mit Heinz Drache (Das Halstuch, 1962, Regie: Hans Quest) verwendet.
Der Roman war auf Deutsch bis 2024 nur in einer teils stark gekürzten Fassung im Umlauf. In der Neuübersetzung von Williams & Whiting ist außerdem die Geschichte der TV-Mehrteiler auf 150 Seiten dokumentiert.
Zum Titel Das Halstuch, der laut Übersetzer Georg Pagitz eigentlich falsch ist, schreibt dieser im Vorwort:
„Ein weiterer Grund für eine Neuübersetzung war, dass der englische Begriff ›scarf‹ im Deutschen sowohl ›Schal‹ als auch ›Halstuch‹ bedeuten kann. In der alten Fassung (und auch in der deutschen Fernsehversion der Übersetzerin Marianne de Barde) werden diese beiden Begriff synonym und ohne Unterschied verwendet. Ein Blick ins Lexikon oder eine einfache Suche im Internet genügt jedoch, um klarzustellen, dass ein Schal kein Halstuch und ein Halstuch kein Schal ist. Was aber beabsichtigte Francis Durbridge, als er als Mordwaffe in seinem Krimi ein ›scarf‹ wählte? Um diese Frage zu klären, legte ich den Söhnen des Autors – Nicholas und Stephen Durbridge – mehrere Bilder vor, die verschiedene Schals und Halstücher zeigten. Beide waren sich einig, dass ihr Vater eindeutig einen (Seiden)schal meinte und kein Halstuch. Somit hätte der legendäre Mehrteiler (und die Romanfassung) eigentlich Der Schal heißen müssen.“

## Ausgaben
Deutsche Neuübersetzung
- Francis Durbridge: Das Halstuch + Die Geschichte des legendären TV-Mehrteilers auf 150 Seiten [=Durbridge-Edition Nr. 29], Hurstpierpoint, Williams & Whiting, 2025, ISBN 978-1-915887-84-9, übersetzt von Dr. Georg Pagitz

Alte deutsche, gekürzte Ausgaben
- Francis Durbridge: Das Halstuch, Dörner, Düsseldorf, 1962; übersetzt von Helmut Eilers
- Francis Durbridge: Das Halstuch, Bertelsmann, Gütersloh, 1962; übersetzt von Helmut Eilers
- Francis Durbridge: Das Halstuch, Ullstein, Berlin, 1962; übersetzt von Helmut Eilers
- Francis Durbridge: Das Halstuch, Goldmann; München, 1969; übersetzt von Helmut Eilers

Englische Erstausgaben
- Francis Durbridge: The Scarf, Hodder & Stoughton, London, 1960.